# Plan K

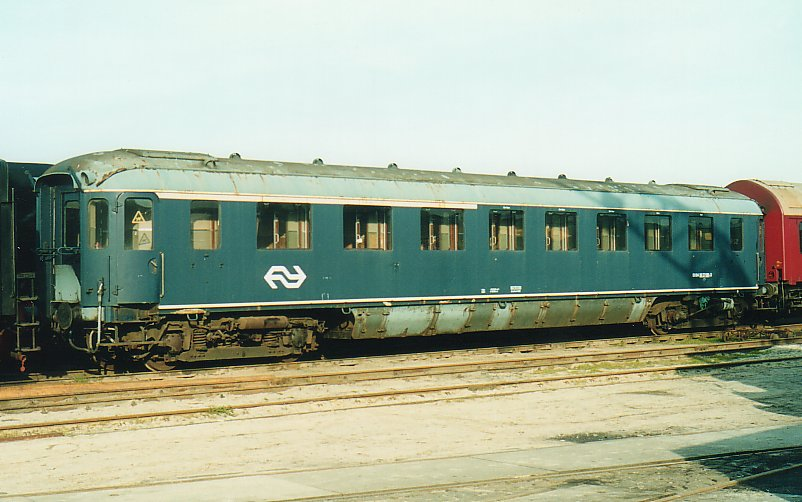
Plan K rijtuig AB 7359 van de Veluwsche Stoomtrein Maatschappij te Beekbergen.

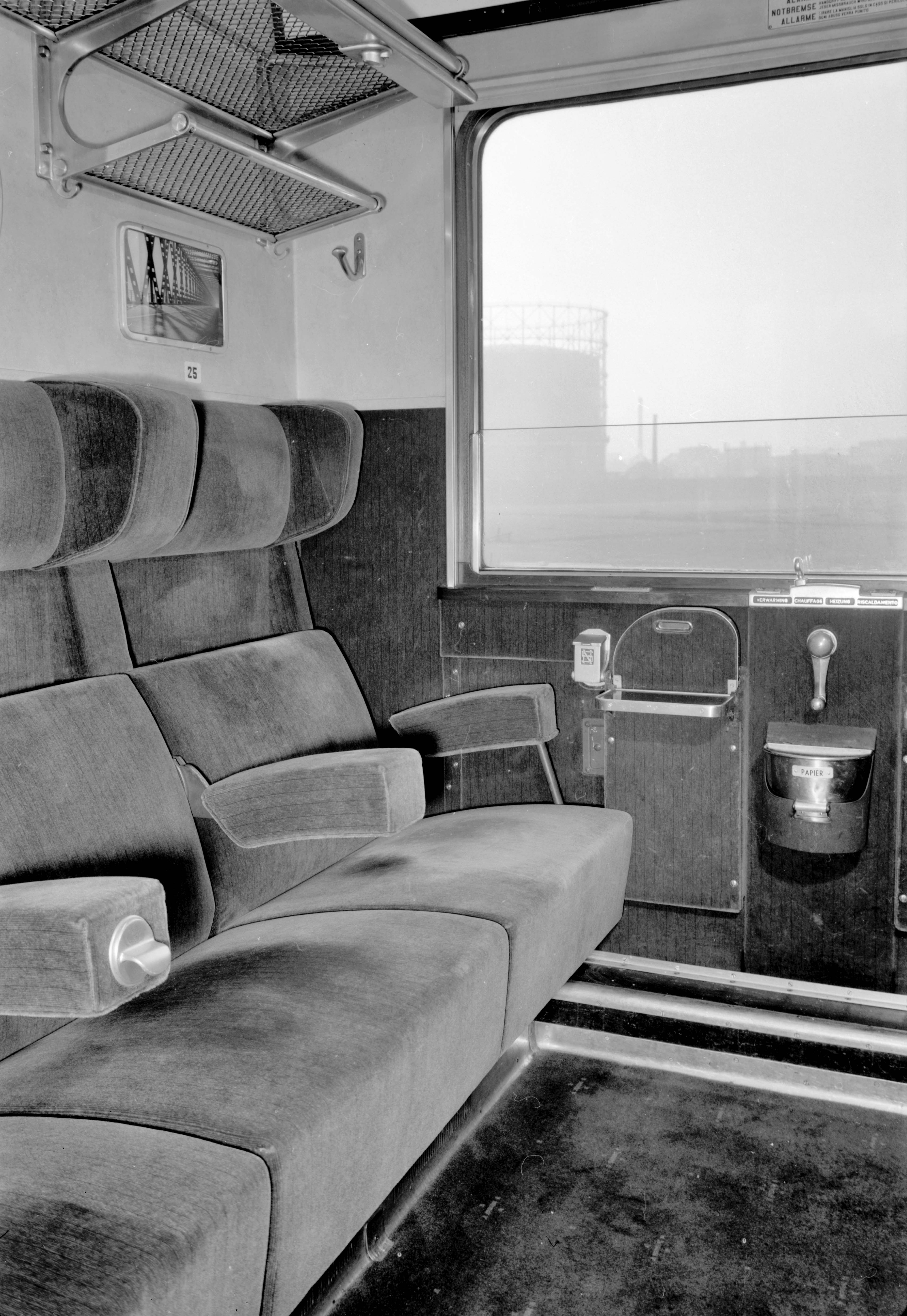
Interieur 1e klasse

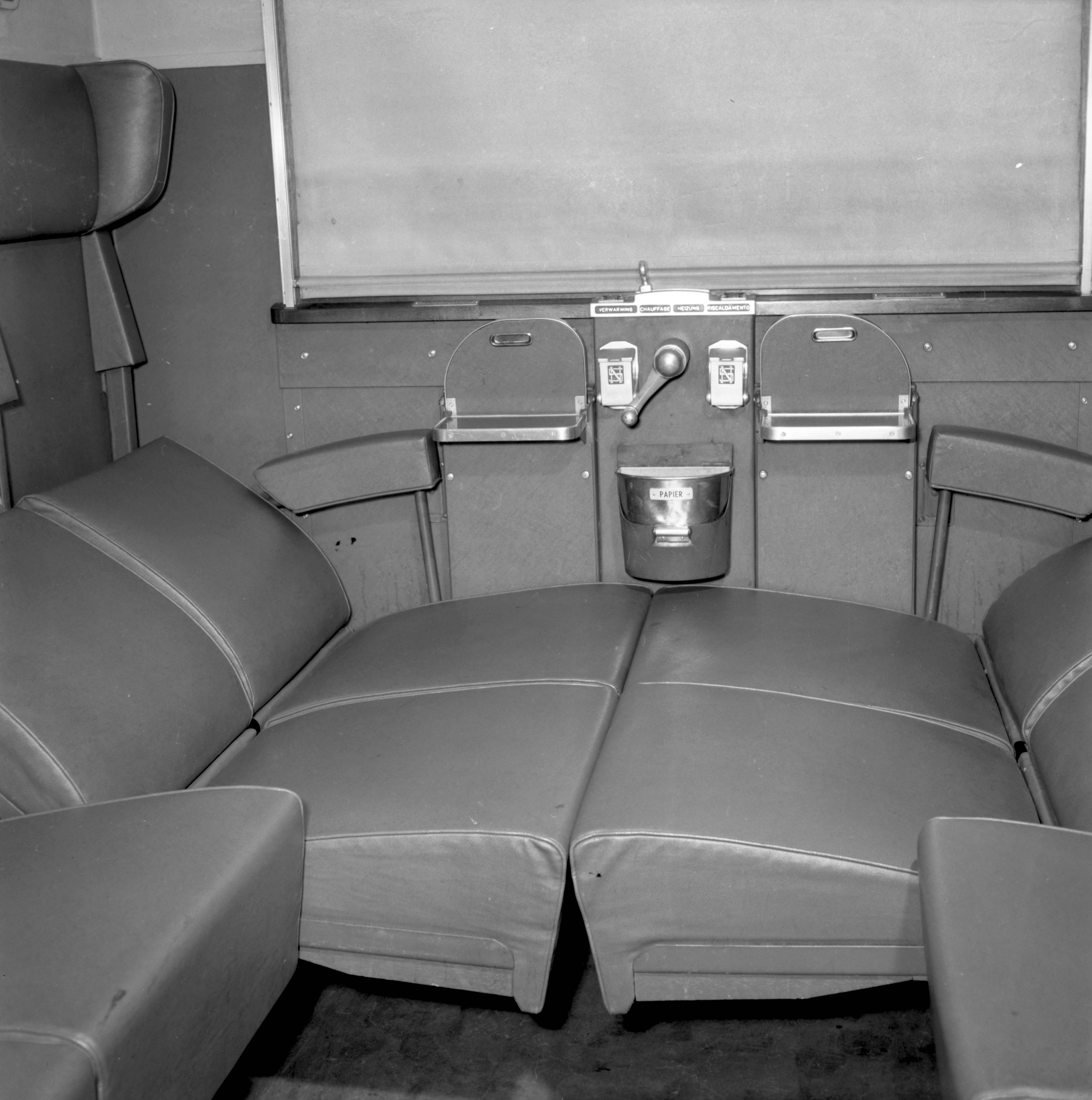
Interieur 2e klasse

Plan K is een rijtuigserie, die tussen 1957 en 1984 werd ingezet door de Nederlandse Spoorwegen.

## Geschiedenis
Als vervanging van de vooroorlogse series A 7200, B 7200, AB 7300, A 7400 en A 7532 die naar de binnenlandse dienst verhuisden, en in vervolg op de rijtuigserie Plan D werden eind 1957 en begin 1958 door Beijnes te Beverwijk dertig rijtuigen met eerste- en tweedeklasafdelingen gebouwd en afgeleverd voor de internationale dienst. De bakconstructie en de draaistellen van deze rijtuigen, die bekendstonden als Plan K, waren evenals Plan D gebaseerd op het ontwerp van de voor 1940 gebouwde bolkoprijtuigen.
De rijtuigen werden in dienst gesteld in de Berlijnsblauwe kleurstelling en werden ondergebracht in de serie A3B5 7351-7380. Als nieuwigheid waren de zittingen in beide klassen uittrekbaar om zo slaapgelegenheid voor de nacht te bieden. Ook hadden deze rijtuigen een aparte wasgelegenheid.
Na het terugtrekken van deze rijtuigen uit de internationale dienst werd de stoomverwarming verwijderd. Rond 1983 werd ook de mogelijkheid tot verwarming met 3000 volt gelijkstroom en 1000 volt 16 2/3 Hz wisselstroom verwijderd.
De rijtuigen Plan K werden tussen 1980 en 1984 buiten dienst gesteld. Van deze rijtuigen zijn er zeven bewaard gebleven. Zes van deze rijtuigen zijn in het bezit van de Veluwse Stoomtrein Maatschappij. Bij het Spoorwegmuseum is één rijtuig aanwezig dat tussen 1984 en 1993 dienstgedaan heeft als begeleidingsrijtuig van de Koninklijke trein.

## Plan K in model
Fleischmann had een model in zijn assortiment, dit model was echter in de breedte en in de hoogte in oude schaal 1:82, maar in de lengte sterk ingekort.
De Nederlandse firma EloTrains heeft sinds september 2012 een model in haar assortiment in de diverse tijdperken. De rijtuigen zijn exact op schaal H0. In schaal N (1:160) bracht Arnold het rijtuig korte tijd uit, van 1969 tot 1972.

## Trivia
- Van 1979 tot 1986 was er in Sint-Jans-Molenbeek een concertzaal die Plan K heette.[1]

## Overzicht
| originele nummer | huidige eigenaar                |
| ---------------- | ------------------------------- |
| AB 7355          | Veluwse Stoomtrein Maatschappij |
| AB 7359          | Veluwse Stoomtrein Maatschappij |
| AB 7367          | Veluwse Stoomtrein Maatschappij |
| AB 7370          | Veluwse Stoomtrein Maatschappij |
| AB 7376          | Nederlands Spoorwegmuseum       |
| AB 7377          | Veluwse Stoomtrein Maatschappij |
| AB 7378          | Veluwse Stoomtrein Maatschappij |

## Voetnoten
1. ↑  Philippe Carly, Au Plan K, 2017, ISBN 9-782930-115443